# インタープラネタリー・トランスポート・システム
インタープラネタリー・トランスポート・システム（英語: Interplanetary Transport System, ITS、惑星間輸送システム）は、アメリカ合衆国の宇宙企業スペースXが2016年に発表した、再使用型のロケットエンジン、打ち上げ機、それに宇宙船からなる宇宙飛行システム。火星への有人飛行を想定したシステムであり、当初はマーズ・コロニアル・トランスポーター（Mars Colonial Transporter, MCT、火星植民輸送船）の名で呼ばれていた。
スペースXはITS発表の翌2017年に、ITSを発展させたBFR（後のスターシップ）と呼ばれるロケットを発表しており、以後はBFRの名で開発が進められている。BFRをITSの一要素とする場合もあるが、本項目では2016年の構想について記述する。

## 歴史
スペースX社のCEOであるイーロン・マスクは、2007年以来個人的な目標を火星への有人探査と定住を可能にすることとしている。
2011年には10年から20年以内に火星表面に人を送ることを望むとインタビューに答えた。2012年以降マスクは火星に1000人規模の植民地を10か所建設する構想を持っていて。
最初のコロニーは2020年代半ば以降に建設予定であるとした。
2012年11月、マスクは既存のファルコン9/ファルコンヘビーに続く新たな再使用型ロケットシステムを数十億ドルで開発する個人的な計画を公表した。このニュースは"スペースX社の発展型ファルコンブースターで･･･ファルコン9より大型である。"と伝えられた。しかし、マスクの発言を裏付けるスペースXからの発表は2013年までなかった。
2013年6月、マスクはスペースXの株式を"マーズ・コロニアル・トランスポーター (MCT)"が定期的に運行した後に公開すると話した。
2014年2月、マスクはMCTは"SUVの100倍の大きさ"で100人を1度に火星へ輸送できると述べた。同様にスペースX社のエンジン開発担当責任者のトム・ミューラーはスペースXはラプターエンジンをファルコン9のブースターコアに使用される9基のマーリンエンジンのような使用法を予定すると述べた。彼は"一度に100トンの貨物を火星に輸送可能である"と述べた。
MCTで使用される予定の大型ロケットのコアのブースターの直径は10mでファルコン9のブースター・コアの約3倍の直径で断面積は7倍以上である。
2014年8月、ラプターエンジンを備えた超重量級打上げ機は軌道飛行状態でのエンジンの状態の試験項目を全て試験するために2020年台初頭に打ち上げ試験を予定するが、植民化については"さらなる未来"になる見通しであると報道された。
2015年1月、マスクは2015年末に火星輸送システム用として"完全に新設計"の詳細を発表する事を望んだと述べた。
2016年9月、マスクはこの輸送システムは火星以遠にも対応可能であるとして、インタープラネタリー・トランスポート・システム (ITS) と呼称することを発表。次いで開催された第67回国際宇宙会議にて初めてITSの詳細を明らかにした。 発表された打ち上げ機は直径が12 m、宇宙船では17 mにもなる巨大なもので、両者を合わせた全長は122 mにも達し、ラプターエンジンを、打ち上げ機に42基、宇宙船に9基搭載していた。
2017年の第68回国際宇宙会議では、前年の計画はやや過大であったとして、縮小された新たな計画が示された。BFR（後のスターシップ）と呼ばれるこの機体では、直径が打ち上げ機・宇宙船ともに9 m、全長は106 mとなり、エンジン数も打ち上げ機に31基、宇宙船に6基となった。またこの機体が運用中のファルコン9の後継機となることが示された。 以後スペースXは、BFRの名で開発を続けている。

## システム

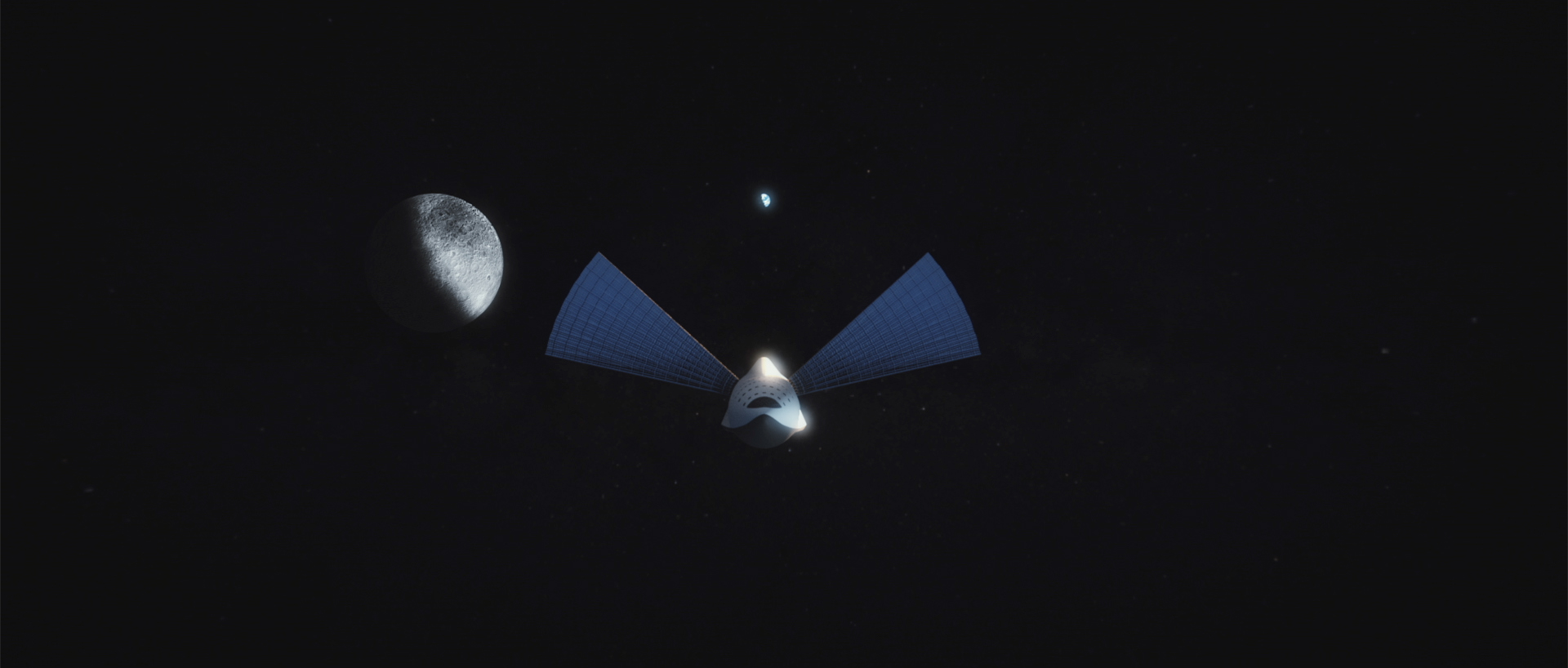
地球を旅立ち月を通過するITSの宇宙船。

インタープラネタリー・トランスポート・システム (ITS) は、地球軌道を超えた長期にわたる飛行を行うための、さらに火星への輸送コストを数桁のレベルで低減することを可能とする、以下のような複数の特徴を持つよう設計された。
- 新型の再使用可能な超大型打ち上げ機。この打ち上げ機は、再使用可能なブースターであるインタープラネタリー・ブースターと、2段目ブースターを兼ねる再使用可能な2種類の宇宙機からなる。2種類の宇宙機とは、大型で長期にわたる惑星間飛行に対応し乗客と貨物の運搬が可能な惑星間宇宙船と、地球軌道に燃料を運ぶためのITSタンカーである。[17][21] ロケットの2段目と宇宙機を組み合わせるというのは、宇宙ミッションのアーキテクチャとしては一般的ではなく、過去の宇宙技術においても稀な方式である。
- 軌道上での燃料補給。燃料補給を前提とすることで、宇宙船は自身の燃料を低軌道に到達するための2段目ブースターとしての仕事に全て費やすことができ、かつ他の惑星への軌道に乗るために必要なデルタVを得ることができる。
- 火星での燃料生産。地球への帰りの旅とそれによる宇宙船の再使用を実現し、かつ輸送コストを劇的に削減するために、燃料の現地生産を行う。
- メタン (CH4) / 酸素 (O2) 燃料の使用。メタンと酸素の組み合わせは、他のケロシン/酸素や水素/酸素といった燃料と比べて、火星での生産が容易で、かつ地球上でも低コストな燃料である。メタン酸素は宇宙機の再使用においても重要であり、軌道上での燃料給油や、超大型打ち上げ機にも適している。

### 超大型打ち上げ機
ITSの超大型打ち上げ機は、火星軌道に450トン（軌道上での燃料補給を含む）、地球低軌道に380トン（ITSタンカー単独）もの打ち上げ能力を持つ計画であった。
ITS発表当時、このロケットには正式な名称が与えられなかったが、マスクは自身のTwitterでミレニアム (Millenium) という名称を提案していた。 それ以前は、1993年のビデオゲームDOOMに搭乗する最強武器BFG 9000からBFRなどとも呼ばれていた（2017年以後はこのBFRの名称が公式に用いられた）。 2016年9月の公式発表では、機体の各要素はインタープラネタリー・ブースター (Interplanetary booster)、インタープラネタリー・スペースシップ (Interplanetary spaceship)、タンカー (Tanker) として言及された。
ITSの打ち上げ機は、1段目2段目とも液体メタン/液体酸素を燃料とするラプターロケットエンジンを使用する。 これら燃料の場合、タンクの圧力は自動的に調整されるため、手間のかかるヘリウムによる加圧を行う必要がない。
打ち上げ機の再使用には、スペースXが2016年当時ファルコン9とファルコンヘビーで開発中の再使用技術が用いられる予定であった。

### インタープラネタリー・スペースシップ

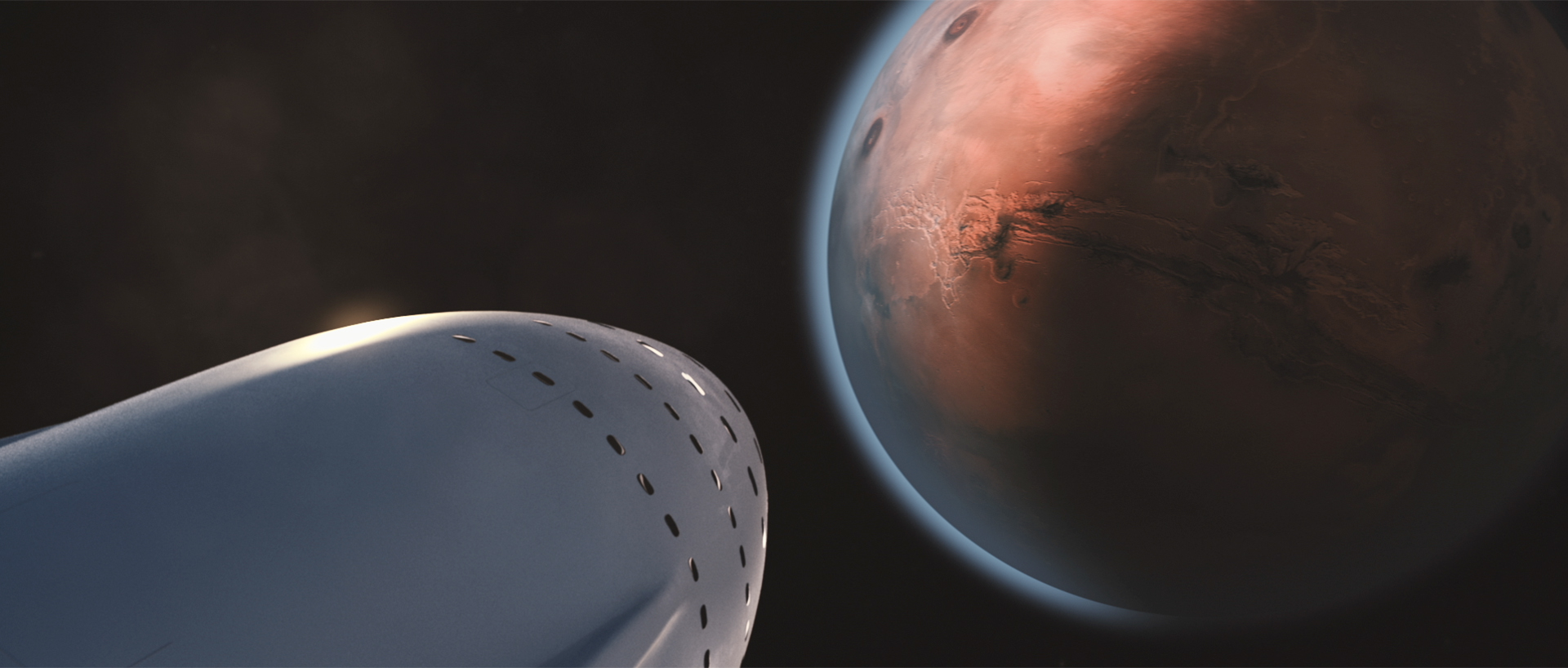
火星に到着する宇宙船（想像図）

インタープラネタリー・スペースシップ (Interplanetary spaceship) は、全長が49.5 m、直径が最大の部分で17 mという大型の宇宙船で、450トンの貨物と乗客を火星に運ぶ能力を持つ計画であった。 初期の打ち上げでは、乗客は少数に留め機材が大半を占めることが予想される。 宇宙放射線を遮蔽するために水の内層を持つ可能性があり、また室内の酸素分圧は地球の大気の最大2倍になる。
マスクは当初この宇宙機を、1段目のBFRから派生してBFS (Big F***ing Spaceship) の名称で呼んでいた。
マスクは、この宇宙機は火星における人類の最初の居住地として効率的なものだと語っている。
ITS発表当時、宇宙機もインタープラネタリー・スペースシップと呼ばれるのみで、特別な名称は与えられなかった。しかしマスクは、火星に向かう最初の宇宙船の名が、銀河ヒッチハイク・ガイドに搭乗する宇宙船に因んだHeart of Goldになるかもしれないと語っている。

### ITSタンカー

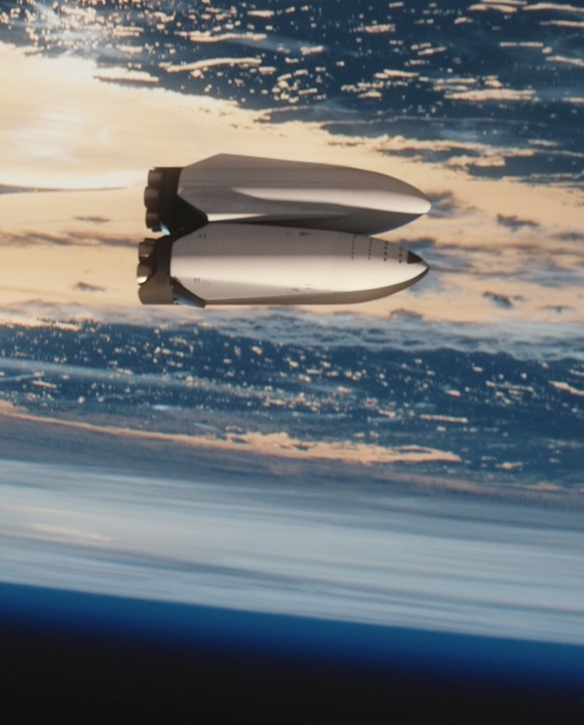
軌道上でインタープラネタリー・スペースシップ（下）に給油するITSタンカー（上）。

宇宙機のもう一つのバージョンが、ITSタンカー (ITS tanker) と呼ばれる燃料輸送用のタンカーである。インタープラネタリー・スペースシップと同じように、タンカーもITSの打ち上げ機における2段目として機能する。タンカーは地球低軌道でのスペースシップへの燃料補給に特化していて、打ち上げと短期間の飛行を行うようデザインされている。打ち上げ後は、軌道上で待機しているスペースシップからの操作でランデブーを行い、最大380トンの液体メタンと液体酸素を給油する。インタープラネタリー・スペースシップは最大で1,900トンの燃料を搭載可能なため、燃料を満載する必要があるような長期間の宇宙飛行の場合は、最大5機のタンカーが必要となる。
ITSタンカーの寸法はインタープラネタリー・スペースシップ同じ全長49.5 m、直径17 mである。宇宙機は推進用6基、マニューバ用3基の計9基のラプターエンジンを搭載する。このラプターは真空下に最適化されたバージョンとなる予定で、1基当たりの推進力は3 MN (670,000 lbf) となる。
給油ミッションの完了後は、タンカーは大気圏再突入を行い着陸、新たな給油ミッションへと再使用される。

### 打ち上げ施設
最初の打ち上げ
最初の打ち上げ施設としては、フロリダ州ケネディ宇宙センター第39発射施設 (LC-39A) が想定されている。ITSの打ち上げ機に対しては小さ過ぎると考えられるが、ラプターエンジンの大きさ自体は既に使用されているマーリン1Dエンジンに近い。しかし各エンジンの出力は約3倍になる。39Aにおいては27基のマーリンエンジンを搭載するファルコンヘビーの打ち上げが計画されているが、ITSの打ち上げ機は42基のラプターエンジンを搭載する。
複数の打ち上げ施設
マスクは2016年9月27日の発表にて、ITSの打ち上げを複数の射場より行うことを示唆した。2つ目の候補地としては、南テキサス州の海岸沿いの射場が挙がっている。
打ち上げ施設の変遷
2014年3月時点で、ITSの打ち上げ施設は決定されていない。しかしスペースXは、同社がリース中のLC-39AがITSの打ち上げに対して十分ではなく、直径10 m級のロケットに対応する新しい射場を建設する考えを示していた。
2014年9月、マスクは他の惑星に向かう最初の人間は南テキサスの同社の射場から打ち上げられるかもしれないと語った。 しかしこの際は、どのロケットを用いて人間を宇宙に届けるのかは示さなかった。

## ミッション

### 火星植民
マスクは、火星の植民について10人強の小さなグループからスタートするだろうと想定している。この小さな拠点が時間とともに成長し、やがては自給自足可能な社会を作り上げ、100万人以上の人々が暮らす世界となることを夢見ている。マスクは
100万人という人口は途方もない数と感じるだろうが、これは火星に産業基盤を再構築する必要があるためである。移住者は地球より厳しい環境の中で、様々な素材から必要な鉱石やオイルを得る必要がある。しかし、ここでは植物は育たず、酸素も窒素もなく、石油もない。
自然な人口増を考えない場合、一度に100人を運べるとしても、100万人を実現するには1万回の輸送が必要である。しかしこれらの人々は大量の物資も必要とする。人員に対する物資の比率は極めて高く、人間1につき物資10が必要な場合、必要な輸送回数は10万回となる。さらに、この10万回というのは巨大な宇宙船での話である。
火星への旅は平均で115日かかる。 マスクは最終的に輸送コストを50万ドルのオーダーに引き下げたいとしている。
火星に人々を送り込む前に、居住施設や物資を送り込むための数回の無人ミッションが行われる。 こうした初期のミッションで送られる設備としては、肥料を生産する装置や、火星大気の窒素と二酸化炭素それに地下の水の氷からメタンと酸素を生産する装置、また作物を育てるための透明なドームを作る建築資材が挙げられる。

### 外惑星の探査

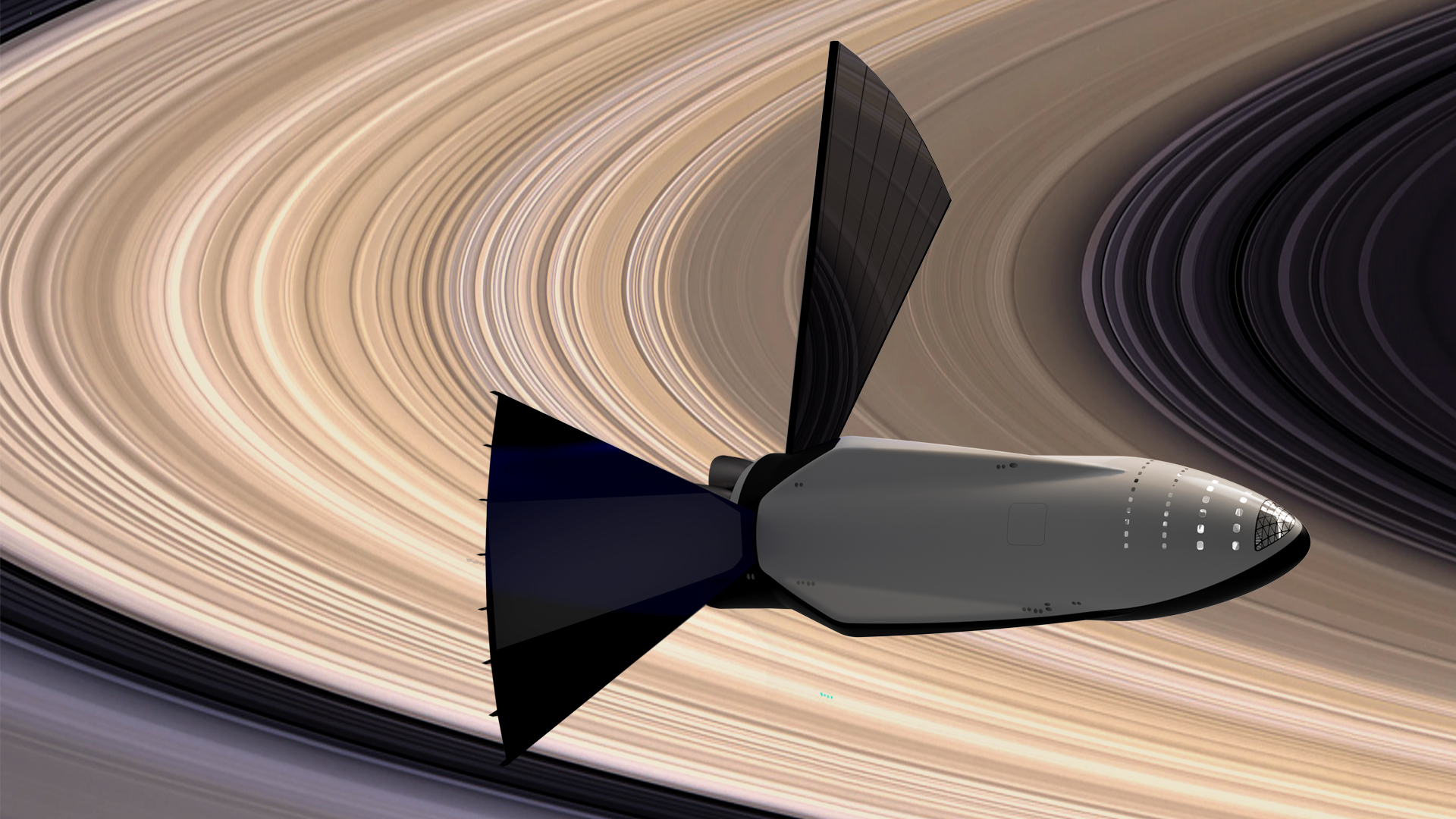
土星を飛行する宇宙船（想像図）

2016年9月のITSの発表では、火星以外のミッションとして、土星の衛星エンケラドゥスや木星の衛星エウロパ、エッジワース・カイパーベルト天体、さらには冥王星に燃料貯蔵庫を置いてオールトの雲を探査する案などが提示された。

## コスト
|                                                                                | ブースター     | タンカー       | 宇宙船      |
| ------------------------------------------------------------------------------ | -------------- | -------------- | ----------- |
| 建造コスト                                                                     | 2億3,000万ドル | 1億3,000万ドル | 2億ドル     |
| 再使用回数                                                                     | 1,000回        | 100回          | 12回        |
| 1火星ミッションごとの打ち上げ回数                                              | 6回            | 5回            | 1回         |
| 1打ち上げごとの平均メンテナンスコスト                                          | 20万ドル       | 50万ドル       | 1,000万ドル |
| 1火星ミッションごとの総コスト （建造コスト、推進剤コスト、メンテナンスコスト） | 1,100万ドル    | 800万ドル      | 4,300万ドル |

推進剤コスト: 168ドル/t

射場コスト: 20万ドル/1打ち上げ

割引率: 5%

合計コスト: 6,200万ドル

Cargo delivered 450 T

火星への1トン辺りのコスト: 14万ドル未満（再使用が完全に行われた場合）

## ITS前の火星ミッション
スペースXは、ITSの最初の打ち上げに先立ち、ファルコンヘビーと火星仕様のドラゴン宇宙船による火星探査を計画した。惑星の位置関係から、火星ミッションが打ち上げ可能な時期は通常約26ヶ月ごととなる。2016年6月には、同社は最初の打ち上げを2018年に計画しており、各打ち上げ可能時期ごとに打ち上げを行うつもりであることを明らかにしていた。初期のミッションでは、ITSの設計改善に欠かせないデータの収集と、水や建築資材といった様々な資源が利用可能な着陸場所の選定が行われる計画であった。
さらにITSの発表では、二度のファルコンヘビーによる火星ミッションの後に、2022年にもITSの最初のミッションを行うという野心的なスケジュールが提示された。
- 2018年: スペースXによる初の火星ミッション。ファルコンヘビーとドラゴン宇宙船を改造したレッド・ドラゴンを用いる。
- 2020年: 2度目の火星ミッション。ファルコンヘビーにより少なくとも2機のレッド・ドラゴンを火星に送り込む。
- 2022年: 3度目の無人ミッション。ITSが用いられ、各種機材を火星に運び込む。
- 2024年: ITSによる最初の有人ミッション

しかしこれらの計画は後にレッド・ドラゴンの開発中止やBFRへの計画変更に伴い全面的に置き換えられている。